# Simulium gracile
Simulium gracile är en tvåvingeart som beskrevs av Datta 1973. Simulium gracile ingår i släktet Simulium och familjen knott. Inga underarter finns listade i Catalogue of Life.